# بكرية
البكرية أو البكريون هو مصطلح استخدمه علماء الشيعة القدماء لوصف من يعتقدون بإمامة أبي بكر، وهم السنة اليوم. ويُستعمل هذا المصطلح قليلاً بين رجال الدين الشيعة المعاصرين. كما استعمله بعض السنة كمحمود أبو رية.
استعمله كثيرٌ من علماء الشيعة القدماء، منهم: علي بن بابويه القمي في كتاب «كمال الدين وتمام النعمة». والمفيد في كتاب «الإفصاح في إمامة أمير المؤمنين». والشريف المرتضى في كتاب «الشافي في الإمامة». والطوسي. والمحقق الحلي. وغيرهم.
من المعاصرين، استعمله مرتضى الحسيني الشيرازي في كتاب «بحوث في العقيدة والسلوك».

## اقرأ أيضاً
- بترية.